# Martin Wagner
Martin Wagner (Königsberg, 5 de novembro de 1885—Cambridge (Massachusetts), 28 de maio de 1957) foi um arquiteto e urbanista alemão, adscrito ao expressionismo. É conhecido principalmente pelos seus projetos de habitações modernistas do Berlim de entreguerras.
Estudou na Universidade Técnica de Berlim (Technische Universität Berlin) e trabalhou como desenhista no escritório de Planificação de Hermann Muthesius, antes de ser nomeado comissionado para a construção da cidade de Schöneberg em 1918 (atualmente parte da cidade de Berlim).
Desde 1925 foi o principal planejador de Berlim, construindo a maioria das famosas propriedades residenciais modernistas (Sedlunge) de Berlim, atualmente reconhecidas pela UNESCO como Patrimônio da Humanidade. Em 1924 fundou a sociedade de construção Gehag, que foi responsável por setenta por cento das habitações de Berlim construídas de 1924 a 1933. O seu papel foi paralelo ao de Ernst May em Frankfurt am Main: o líder de um esforço em grande escala para uniformizar os requisitos de construção, racionalizar a prática da construção, organização de provedores industriais e de sindicatos, todos num esforço comum para a produção maciça de habitações.
Com o advento do nazismo e por causa da sua militância socialista, foi expulso da Deutscher Werkbund em 1933 e decidiu abandonar o país. Passou três anos na Turquia, marchando posteriormente para os Estados Unidos. Em 1938 foi designado professor na Graduate School of Design de Harvard, até a sua aposentadoria em 1951. Em 1944 tomou a cidadania norte-americano. O seu filho, Bernard Wagner, foi também arquiteto.

## Leituras adicionais
- Ludovica Scarpa, Martin Wagner e Berlino, Casa e città nella Repubblica di Weimar, Roma (1984).